# Alexandre Woog
Alexandre Woog, né le 3 mai 1984 à Paris, est un chef d'entreprise spécialisé en web et escrimeur israélien, spécialiste du sabre.

## Biographie
Alexandre Woog commence l'escrime en 1992 dans le club de son quartier l'US Métro, formé par le maître Hervé Bidard. C'est avec ce club qu'il remporte ses titres aux championnats de France. Résidant à Paris,[réf. nécessaire] son club est toutefois celui celui de Clamart de 2016 à 2020. Ses maîtres d'armes sont Maître Didier Asselin et Ohad Balva.
Alexandre Woog est également chef d'entreprise. Il est le cofondateur de e-loue et dirige les sociétés Eradiq et Buslib.
En septembre 2015, il était candidat à The Apprentice : qui décrochera le job ?, une émission de télé-réalité. Il termine 2e.
En mars 2016, il est candidat à La Maison du bluff, une émission de télé-réalité sur le poker diffusée sur NRJ12.

## Palmarès

### Pour la France
- Tournois satellites
  -  Médaille d'or au tournoi satellite de Newcastle sur la saison 2010-2011[8]
  -  Médaille de bronze au tournoi satellite de Gand sur la saison 2010-2011[9]

- Championnats de France
  -  Médaille d'argent par équipes aux championnats de France 2015 à Joué-lès-Tours[10]
  -  Médaille de bronze en individuel aux championnats de France 2009 à Vittel[11]

### Pour Israël
- Tournois satellites
  -  Médaille de bronze au tournoi satellite d'Helsinki sur la saison 2012-2013[9]
  -  Médaille de bronze au tournoi satellite de Copenhague sur la saison 2013-2014[9]

- Maccabiades
  -  Médaille d'or en individuel aux Maccabiades de 2013 en Israël[12]
  -  Médaille d'argent par équipes aux Maccabiades de 2013 en Israël[9]

- Championnats d'Israël d'escrime
  -  Médaille d'or en individuel aux championnats d'Israël 2015[réf. nécessaire]